# Andorinhão-do-buriti
A tesourinha, taperá-do-buriti ou andorinhão-do-buriti (Tachornis squamata) é uma ave apodiforme, da família dos apodídeos, encontrada nas Guianas, Venezuela e Brasil, em áreas de palmeirais, podendo ser encontrada até em áreas urbanas.

## Nomes
Outros nomes comuns: taperá-de-colar-branco ou taperá-rabo-tesoura

## Descrição
Possui até 13 cm de comprimento, com partes superiores anegradas de brilho esverdeado, partes inferiores cinzentas e cauda muito longa e bifurcada. Também é conhecida pelo nome de poruti.

## Subespécies
São reconhecidas duas subespécies:
- Tachornis squamata squamata (Cassin, 1853) - ocorre na Ilha de Trinidad e das Guianas, na Amazônia brasileira e no Leste do Brasil;
- Tachornis squamata semota (Riley, 1933) - ocorre do Leste da Colômbia até o Sul da Venezuela, Leste do Equador, Nordeste do Peru e Noroeste do Brasil